# Burg Plattenhardt
Die Burg Plattenhardt ist eine abgegangene mittelalterliche Befestigungsanlage in Plattenhardt, einem Stadtteil von Filderstadt im baden-württembergischen Landkreis Esslingen. Über die Geschichte der Burganlage ist nicht viel bekannt. Wahrscheinlich wurde sie von den Herren von Bernhausen gebaut und 1287 zerstört.

## Lage
Der rechteckige Burgstall (Ecke Panorama-/Römerstraße) ist erhalten und weist noch Spuren von Wall- und Graben auf. Er befindet sich in einem gärtnerisch genutzten Gebiet und ist dadurch frei von moderner Bebauung und Landwirtschaft geblieben.

## Geschichte
Nach der Beschreibung des Oberamts Stuttgart gehörte das Dorf Plattenhardt den Herren von Bernhausen, die auch in dem Dorf einen Wohnsitz hatten. Somit dürfte es sich bei den Herren von Plattenhardt um eine Nebenlinie derer von Bernhausen handeln. Diepold von Bernhausen war ein Gegner der Grafen Eberhard des Erlauchten von Württemberg und ein Anhänger des deutschen Königs Rudolf I. von Habsburg. Dies dürfte der Grund sein, warum das Dorf Plattenhardt im August des  Jahres 1287 von den Truppen Eberhards angegriffen und niedergebrannt wurde. Dabei wurde die Burg wahrscheinlich zerstört und in der Folgezeit aufgegeben. Hintergrund der Auseinandersetzungen waren Streitigkeiten über Besitztümer der Staufer, die Graf Eberhards Vater an sich gezogen und deren Rückgabe König Rudolf forderte. Die Herren von Plattenhardt dürften im 14. Jahrhundert ausgestorben sein.